# Paríjskaia Kommuna (Vorónej)
|  | Per a altres significats, vegeu «Paríjskaia Kommuna». |

Paríjskaia Kommuna (en rus: Парижская Коммуна) és un poble de l'óblast de Vorónej, a Rússia, segons el cens del 2010 tenia 844 habitants.